# Жуковский, Владимир Михайлович
Владимир Михайлович Жуковский (1931—2015) — советский и российский учёный и педагог в области химии, доктор химических наук (1974), профессор (1976), почётный профессор УрГУ (1998). Заслуженный деятель науки Российской Федерации (1992).

## Биография
Родился 13 мая 1931 года в городе Спас-Деменск Калужской области.
С 1950 по 1955 годы проходил обучение на физико-техническом факультете Уральского политехнического института, по окончании которого получил специализацию — инженер-технолог. С 1955 по 1960 годы работал на Ухтинских производственных предприятиях промышленности.
С 1960 года начал свою научно-педагогическую деятельность на физико-техническом факультете Уральского политехнического института. С 1963 года работал в Уральском государственном университете: с 1963 по 1965 годы — старший преподаватель, с 1965 года — доцент, с 1968 года — профессор кафедры физической химии. С 1964 по 1968 годы работал в должности — декана химического факультета Уральского государственного университета.
С 1977 по 1988 годы в течение одиннадцати лет, В. М. Жуковский являлся — проректором по научной работе Уральского государственного университета, будучи куратором научной работы университета, особое внимание уделял развитию научно-исследовательских фундаментальных работ. Одновременно с 1981 по 1995 годы в течение четырнадцати лет, В. М. Жуковский занимал должность — заведующего кафедрой аналитической химии Уральского государственного университета, под его руководством и при активном участии была открыта при кафедре специализация по химии твёрдого тела, тем самым была заложена основа созданной в 2009 году научной школы химии твёрдого тела при Уральском университете.
Благодаря В. М. Жуковскому начали развиваться научно-исследовательские работы по исследованию и получению свойств висмутсодержащих высокопроводящих ультрадисперсных оксидных порошков и керамики в целях дальнейшего использования в различных электрохимических устройствах. В. М. Жуковским было написано свыше пятисот научных работ и он являлся автором пятнадцати патентов на изобретения. Под руководством В. М. Жуковского было защищено тридцать две кандидатских и четыре докторские диссертации.
В 1964 году В. М. Жуковский защитил диссертацию на соискание учёной степени — кандидата химических наук, в 1974 году — доктора химических наук по теме: «Статика и динамика процессов твердофазного синтеза молибдатов двухвалентных металлов». В 1976 году В. М. Жуковскому было присвоено учёное звание — профессора, в 1998 году — почётного профессора УрГУ.
10 июня 1992 года Указом Президента России «за заслуги в научно-педагогической деятельности» Владимир Михайлович Жуковский был удостоен почётного звания — Заслуженный деятель науки Российской Федерации.
Скончался 5 мая 2015 года в Екатеринбурге. Похоронен на Широкореченском кладбище.

## Награды
- Орден «Знак Почёта» (1986)

### Звания
- Заслуженный деятель науки Российской Федерации (1992[2])

### Премия
- Премия Президента Российской Федерации в области образования (2000).